# Ruisreikäleipä

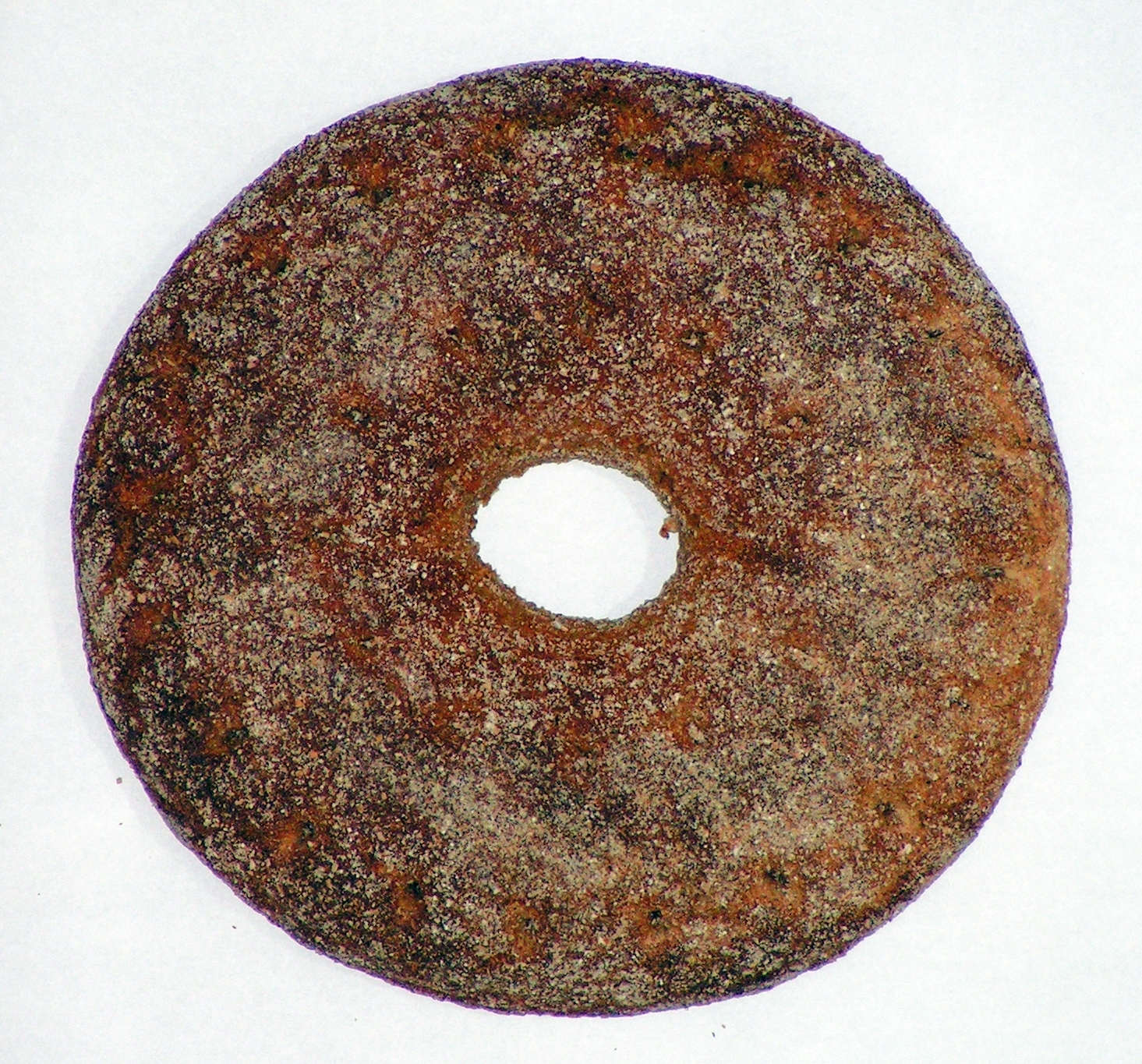
Ruisreikäleipä

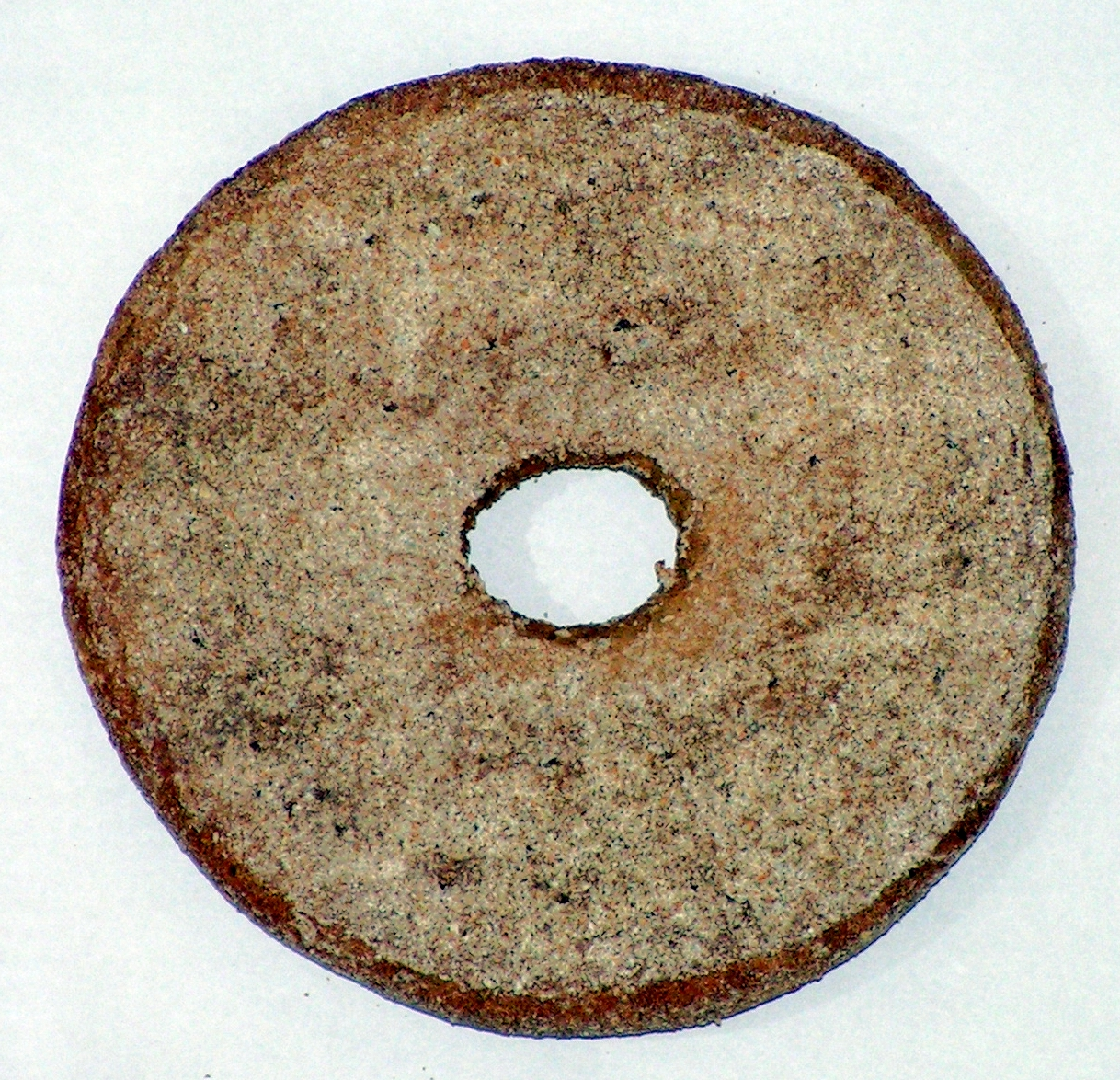
Ruisreikäleipä, lato inferiore

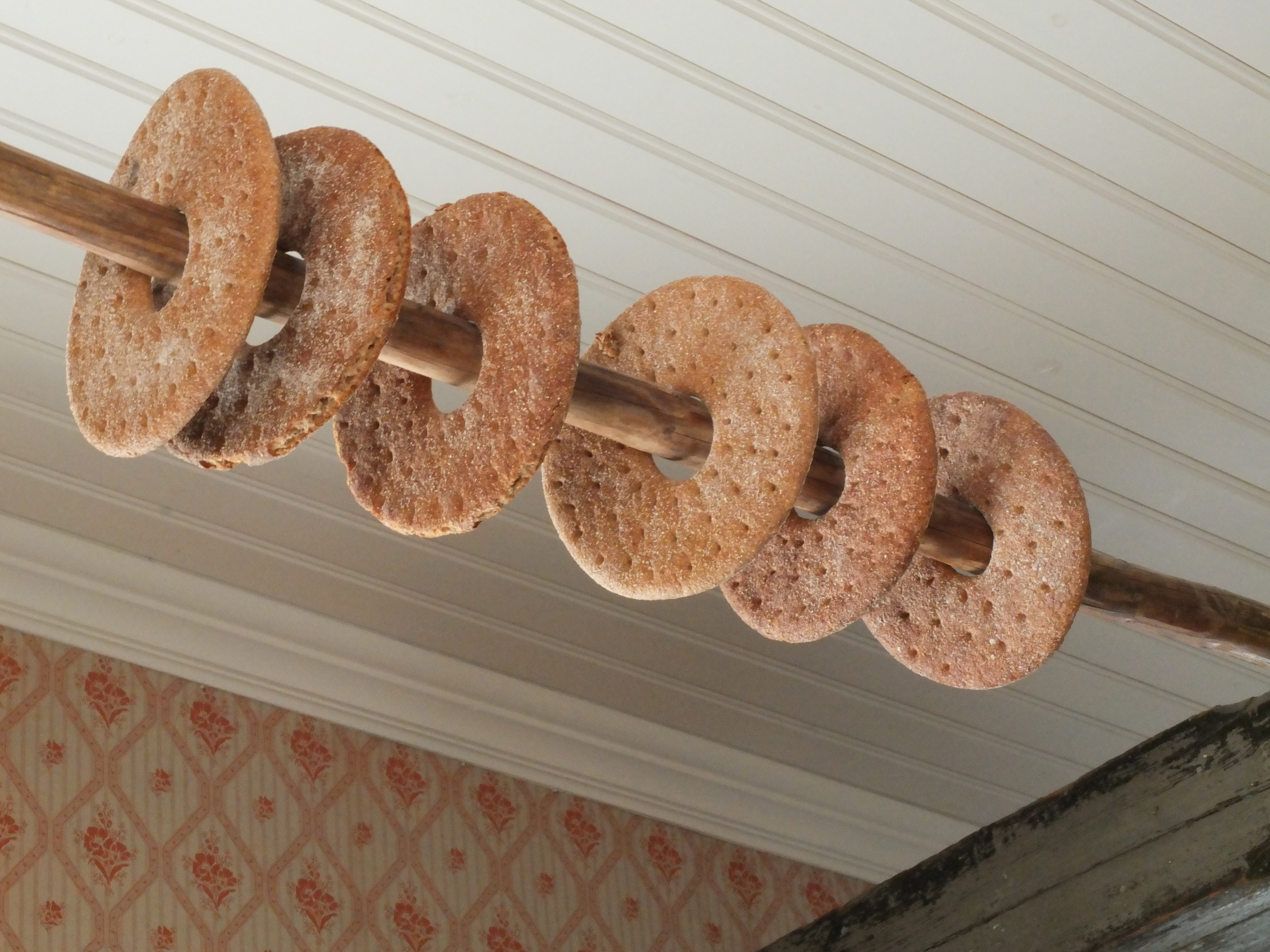
Essiccatura del pane appeso al soffitto della cucina, in una casa dell'Ostrobotnia.

Ruisreikäleipä è un pane comune in Finlandia, fatto di farina di segale e a forma di ciambella piatta. Il nome di questo pane di segale a ciambella è a volte accorciato in reikäleipä, che però è termine più generico (privato di ruis, segale) che si riferisce anche all'analogo ma meno comune pane d'avena.
La produzione di ruisreikäleipä è una tradizione della Finlandia occidentale. Nella Finlandia orientale è più comune una pagnotta di segale più spesso chiamata ruislimppu (pagnotta di segale), mentre tradizionalmente nelle regioni Carelia e Savo il nome di pane è riservato al pane di segale.
Il buco della pagnotta aveva uno scopo preciso: infatti, questo pane dopo essere stato cotto veniva appeso vicino al soffitto della cucina, perché stagionasse e si asciugasse a una temperatura relativamente alta (nel punto più caldo della stanza). Di solito si preparavano molte pagnotte alla volta. 
Le pagnotte venivano poi conservate nella stessa posizione anche per tutto il lungo inverno, durante cui stagionava in tutte le sue forme. Oggigiorno questo pane è disponibile durante tutto l'anno in tutta la Finlandia in tutte le sue diverse fasi di stagionatura.
La modalità di preparazione è collegata al modo in cui le case venivano costruite nella Finlandia occidentale, cioè col forno per cucinare separato dalla stufa per il riscaldamento.
Nella Finlandia orientale, dove il forno veniva riscaldato tutti i giorni, era più comune mangiare pane sfornato fresco e preparare cibi a lunga cottura come la karjalanpaisti.
Diversamente dal ruislimppu della Finlandia orientale, il ruisreikäleipä non ha una parte interna morbida e una superficie dorata e croccante, ovvero non ha crosta e mollica. Contiene molte più impurità ed è un pane piuttosto duro rispetto agli altri pani tradizionali. Infatti, possono emergere rimasugli di farina, semi e persino lievito e anche la quantità di acqua è inferiore, quindi alla masticazione può risultare gommoso, duro o proprio secco, a seconda della stagionatura. Queste caratteristiche dipendono dal suo ruolo di cibo a lunga conservazione che doveva durare dalla stagione fertile fino alla fine del lungo e rigido inverno settentrionale.
Di conseguenza, la masticazione del ruisreikäleipä è un processo che richiede un certo sforzo e tempo e che dà alla sua degustazione una particolare specificità: il pane all'inizio è piuttosto amaro e grumoso ma prima che sia pronto per la deglutizione gli enzimi della saliva decompongono il suo amido in zuccheri semplici aggiungendo un gusto dolce. Per gli amanti della cucina finlandese, questo aspetto mutevole dei grezzi e duri pani di segale, e in particolare del ruisreikäleipä, è oggi una qualità conosciuta e persino ricercata.